# Steinweg 77 (Quedlinburg)

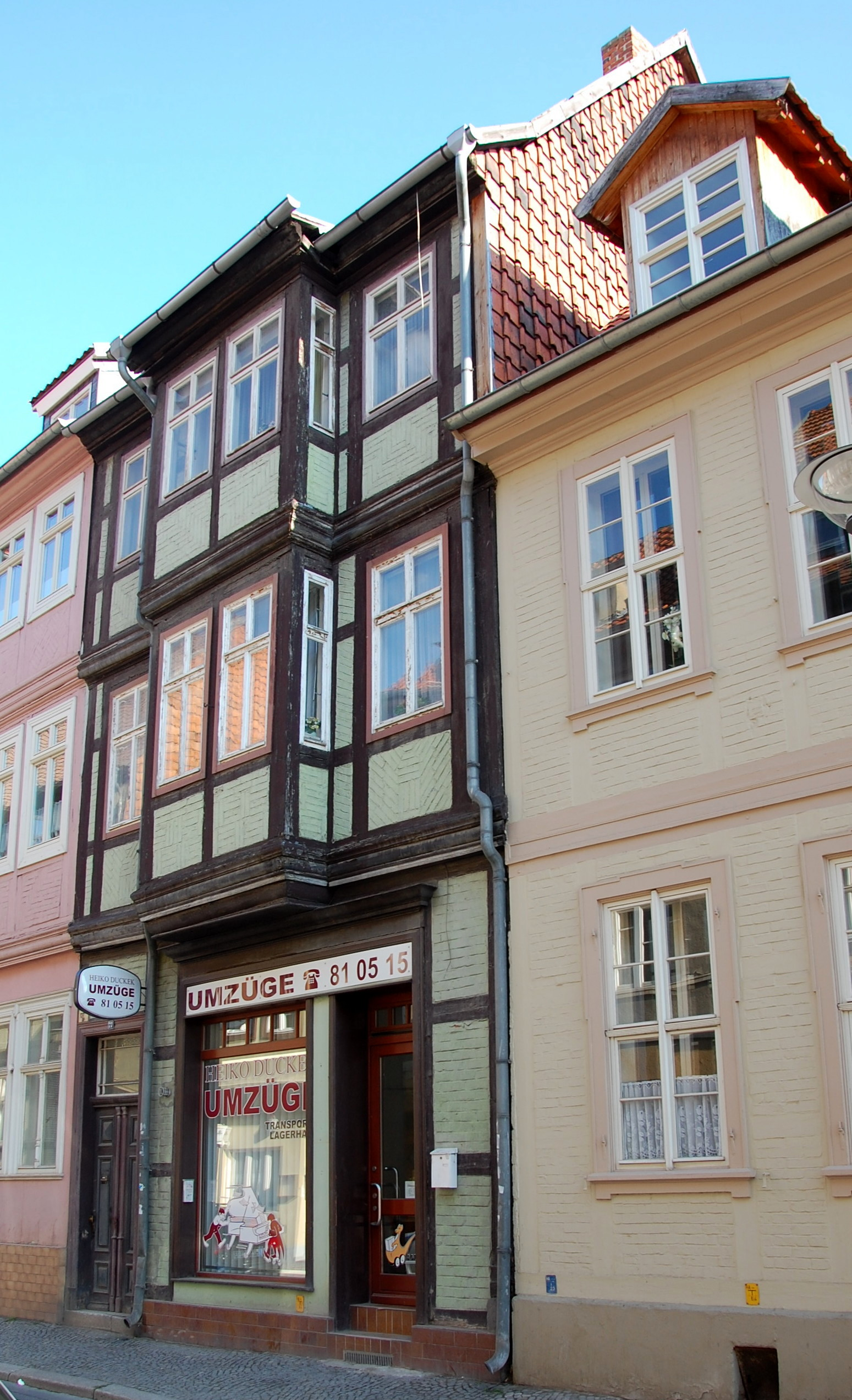
Haus Steinweg 77

Das Haus Steinweg 77 ist ein denkmalgeschütztes Gebäude in der Stadt Quedlinburg in Sachsen-Anhalt.

## Lage
Es befindet sich in der historischen Quedlinburger Neustadt auf der Südseite des Steinwegs und gehört zum UNESCO-Weltkulturerbe. Im Quedlinburger Denkmalverzeichnis ist es als Wohnhaus eingetragen. Östlich grenzt das gleichfalls denkmalgeschützte Haus Steinweg 76, westlich das Haus Steinweg 78 an.

## Architektur und Geschichte
Das dreigeschossige Fachwerkhaus wurde um 1760 im Stil des Spätbarock errichtet. Vor den oberen Geschossen findet sich mittig ein Kastenerker. Als zierendes Element wurde eine stark profilierte Bohle eingesetzt. Darüber hinaus sind die Gefache mit Zierausmauerungen versehen.
In der Zeit um 1890 erfolgte ein Umbau im Stil des Historismus. Es wurde ein Ladengeschäft sowie eine neue Tür und größere Fenster eingefügt. 